# ليز ماكفيرسن
ليز ماكفيرسون، كانت الخبيرة الإحصائية الحكومية والمديرة التنفيذية لإحصاءات نيوزيلندا في الفترة من 2013 إلى 2019. عملت سابقاً كرئيس تنفيذي بالإنابة لوزارة التنمية الاقتصادية ونائب الرئيس التنفيذي للاستراتيجية والحوكمة في وزارة الأعمال والابتكار والتوظيف.
أعلنت استقالتها في 13 أغسطس 2019 بعد انتقادات لتعداد نيوزيلندا 2018، وطلبت من قبل وزير الإحصاء البقاء في المنصب "حتى عيد الميلاد''.
في عام 2020 انضمت إلى مكتب مفوض الخصوصية كنائبة للمفوض.